# Ганс-Георг фон Зайдель
Ганс-Георг фон Зайдель (нім. Hans-Georg von Seidel; 11 листопада 1891, Фірлінден — 10 листопада 1955, Бонн) — німецький військово-повітряний діяч, генерал авіації. Кавалер Лицарського хреста Хреста Воєнних заслуг з мечами.

## Біографія
18 березня 1910 року вступив в 1-й лейб-гусарський полк. Учасник Першої світової війни, служив у 8-му гусарському полку (1913-17), в штабі 77-ї резервної дивізії (серпень- жовтень 1917), 2-ї піхотної дивізії (листопад 1917 — червень 1918), територіального корпусу (липень-грудень 1918). 26 квітня 1920 року звільнений у відставку.
1 травня 1934 року вступив в люфтваффе і призначений радником Командного управління Імперського міністерства авіації. Пройшов підготовку льотчика-спостерігача в льотній школі в Брауншвейгу і льотчика бомбардувальної авіації в школі в Ютербозі (1935). З 1 грудня 1935 року — начальник відділу Генштабу люфтваффе, з 1 березня 1937 року — командир 12-ї розвідувальної групи і комендант авіабази Штаргард. 16 квітня 1938 року призначений генерал-квартирмейстером люфтваффе. Відповідав в Генштабі за мобілізацію, планування, озброєння. Був найближчим співробітником начальника Генштабу Ганса Єшоннека, безпосередньо впливав на прийняття найважливіших рішень щодо використання авіації. 1 липня 1944 року переведений в наявну армію і призначений командувачем щойно сформованим 10-м повітряним флотом (зі штабом в Берліні). Флот був вкрай слабким, і в нього увійшли переважно запасні і навчальні частини ВПС. 27 лютого 1945 року зарахований в резерв ОКЛ. 6 травня 1945 року взятий в полон союзниками. 17 травня 1948 року звільнений.

## Звання
- Фанен-юнкер (18 березня 1910)
- Фанен-юнкер-унтерофіцер (5 серпня 1910)
- Фенріх (16 лютого 1910)
- Лейтенант (18 серпня 1911; патент від 20 серпня 1909)
- Оберлейтенант (18 серпня 1915)
- Ротмістр (18 серпня 1918)
- Гауптман Генштабу (21 серпня 1918)
- Майор Генштабу (1 травня 1934)
- Оберстлейтенант Генштабу (1 квітня 1936)
- Оберст Генштабу (1 серпня 1938)
- Генерал-майор (1 вересня 1939)
- Генерал-лейтенант (19 липня 1940)
- Генерал авіації (1 січня 1942)

## Нагороди
- Залізний хрест 2-го і 1-го класу
- Ганзейський Хрест (Гамбург)
- Почесний хрест ветерана війни з мечами
- Комбінований Знак Пілот-Спостерігач
- Медаль «За вислугу років у Вермахті» 4-го і 3-го класу (12 років)
- Пам'ятна військова медаль (Угорщина) з мечами
- Медаль за участь у Європейській війні (1915—1918) з мечами (Третє Болгарське царство)
- Медаль «У пам'ять 1 жовтня 1938» із застібкою «Празький град»
- Медаль «У пам'ять 22 березня 1939 року»
- Застібка до Залізного хреста 2-го і 1-го класу
- Хрест Воєнних заслуг 2-го і 1-го класу з мечами
- Орден «За військові заслуги» (Болгарія), командорський хрест
- Орден Корони Італії, командорський хрест
- Орден Зірки Румунії, великий офіцерський хрест з мечами (23 грудня 1941)
- Орден Хреста Свободи 1-го класу з дубовим листям і мечами (Фінляндія; 31 березня 1943)
- Лицарський хрест Хреста Воєнних заслуг з мечами (20 липня 1944)

## Вшанування пам'яті

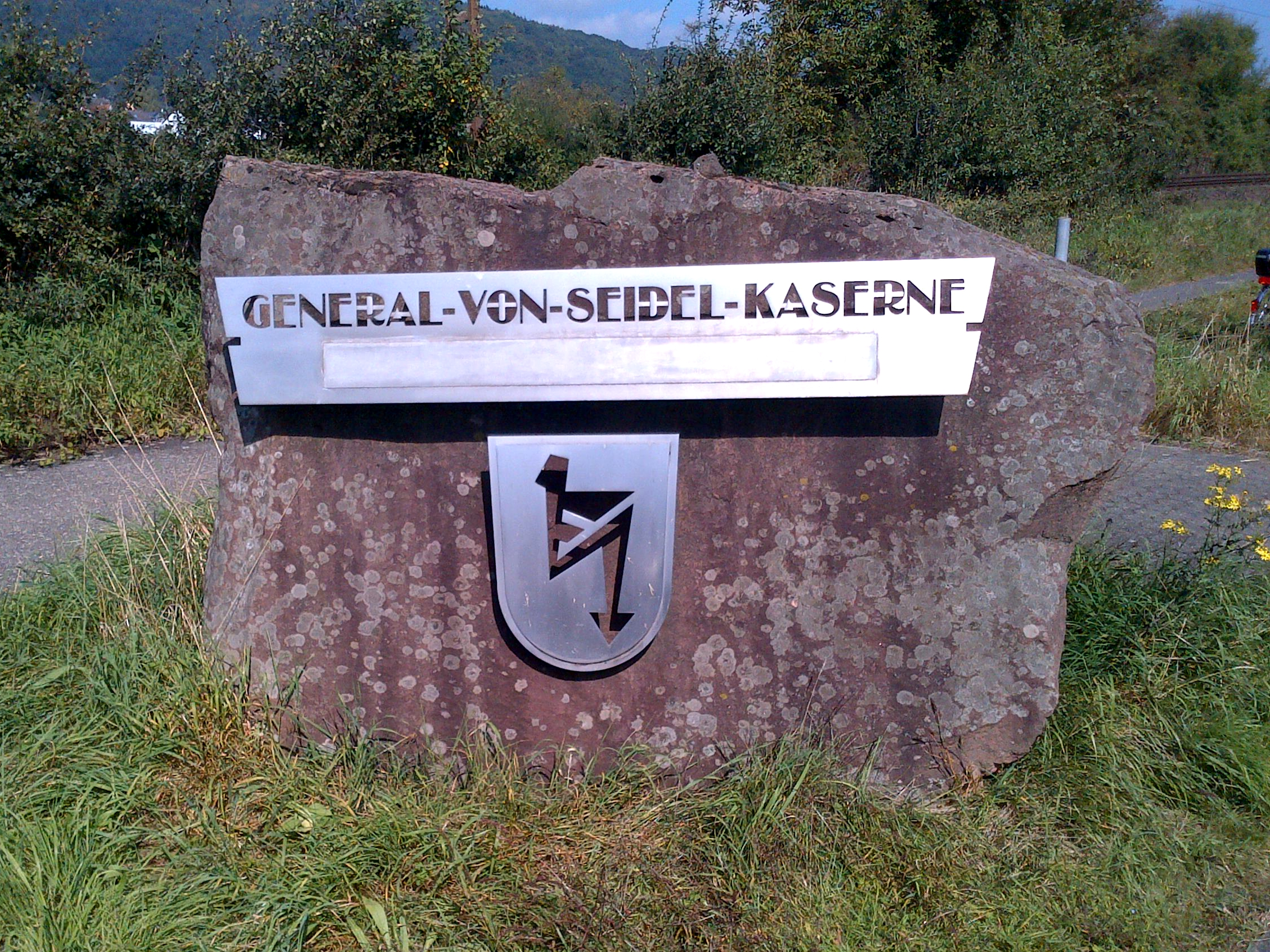
Знак при в'їзді в казарми генерала фон Зайделя (2014).

В 1956 році на честь генерала фон Зайделя були названі казарми бундесверу в Трірі (General-von-Seidel-Kaserne). В кінці 2012 року підрозділи бундесверу були виведені з казарм, а в лютому 2014 року вони були перетворені на табір для біженців.

## Галерея

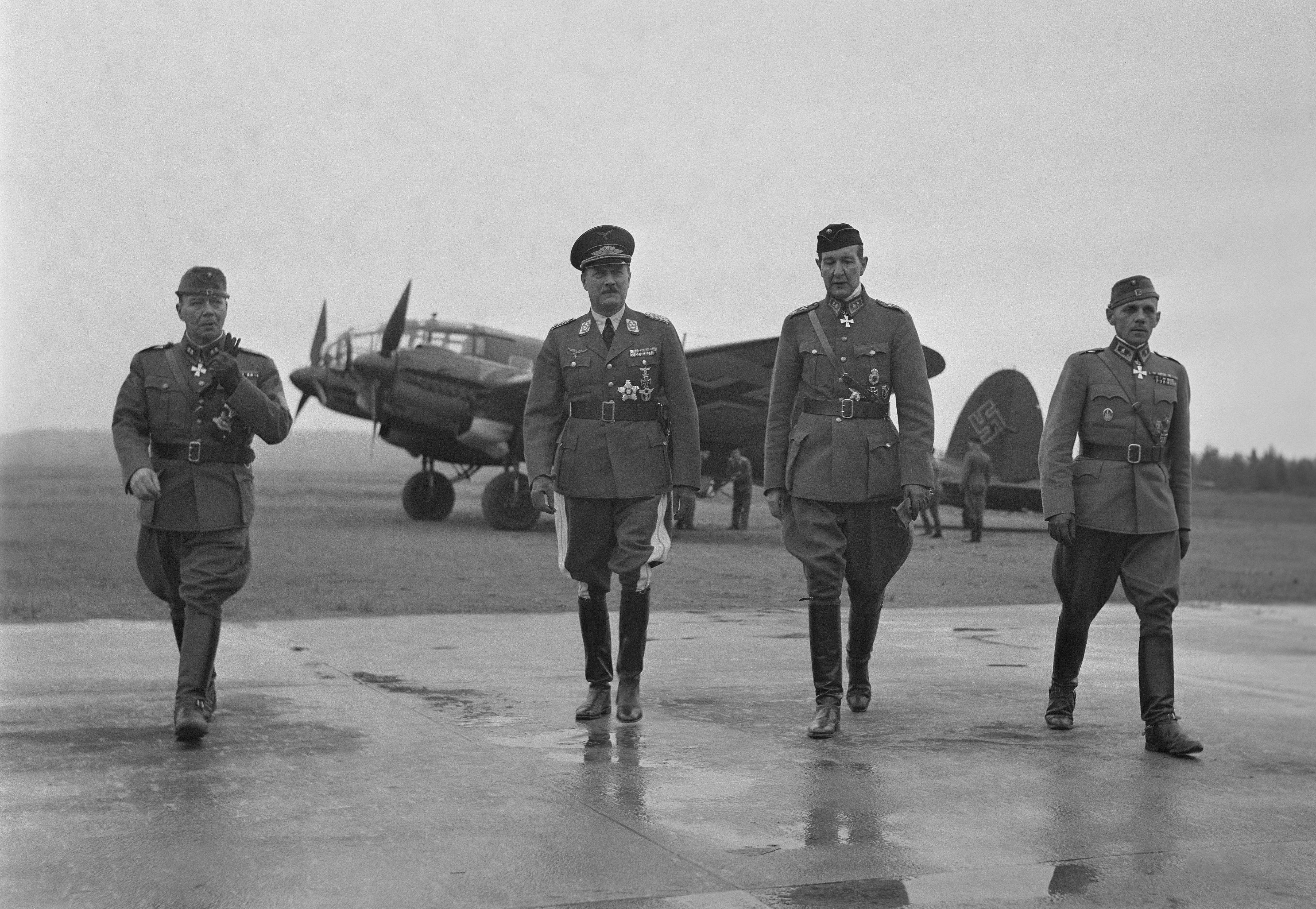
Зайдель (другий ліворуч) з фінськими офіцерами (4 червня 1942).
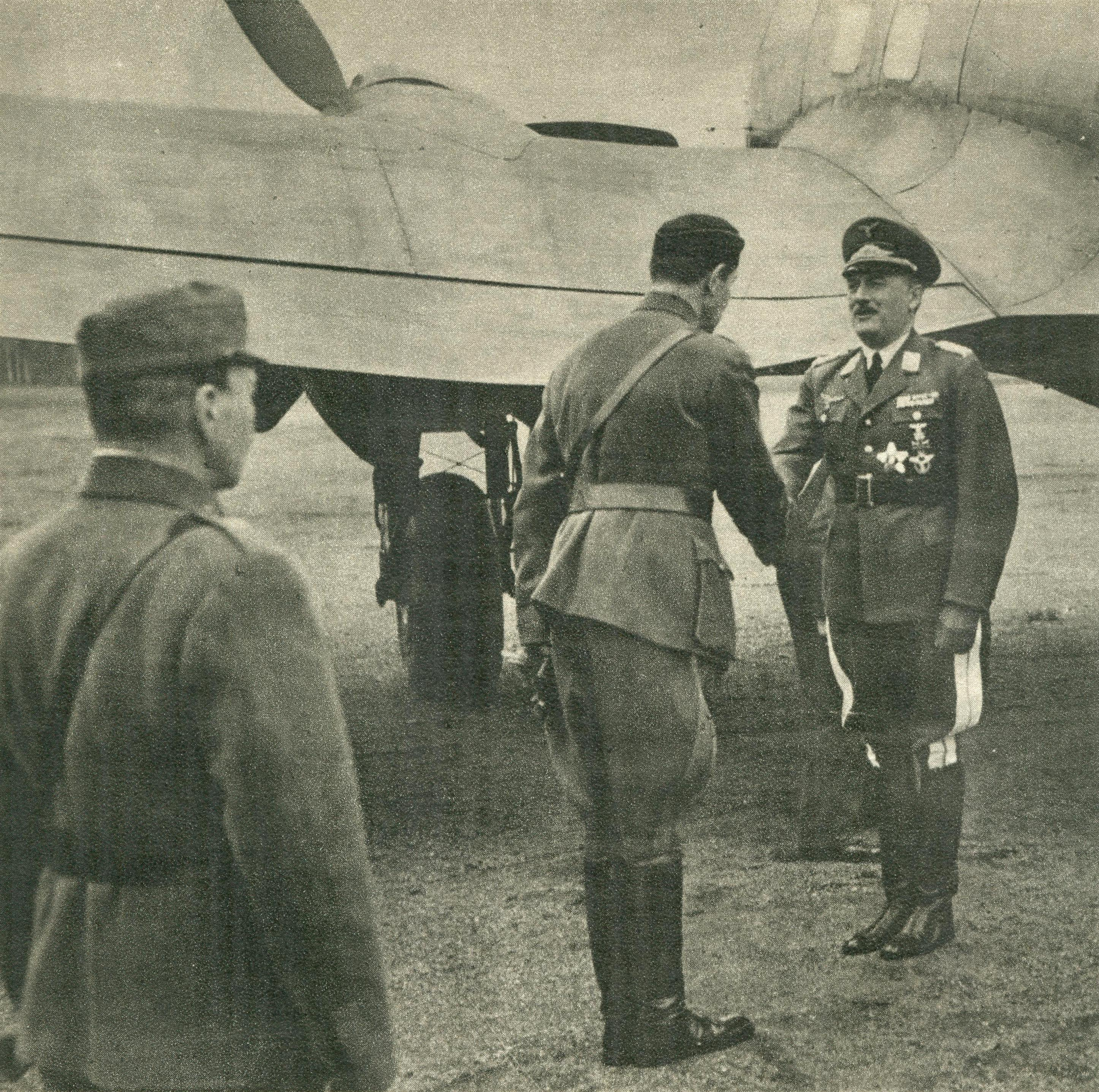
Зайдель (праворуч) з фінськими офіцерами (8 червня 1942).